# Eustroma aurantiaria
Eustroma aurantiaria är en fjärilsart som beskrevs av Moore 1867. Eustroma aurantiaria ingår i släktet Eustroma och familjen mätare. Inga underarter finns listade i Catalogue of Life.